# 冨永敬太
冨永 敬太（とみなが けいた、1986年3月8日 - ）は、日本の俳優、モデル。静岡県島田市出身。県立島田工業高校卒業。ジュネス企画、劇団JAPLIN所属。身長183cm。血液型B型。右利き。

## 来歴
2004年上京。松田優作に憧れて高校1年の時に劇団東俳に入団し、エキストラからスタートした。2005年の『洋服の青山(CM)』でテレビ初出演。市川海老蔵の元付き人桑原秀一に声をかけられ『劇団JAPLIN』に入団。金八先生(TBS)にレギュラー出演していた大仁田寛もメンバーにいる。その後は客演も経験しながら舞台で活動。

## 人物
- 幼稚園の時から空手を習い始め、1996年空手初段を取得。同年、全国大会にて、3位に入賞。銅メダルに輝いた。
- 中学に入学し、バスケットに目覚める。キャプテンを務め、静岡県中部大会優勝。『静岡県選抜』に選ばれる。

## 作品

### 舞台
- Kitchen=ハル（2009年、演出：桑原秀一）大河 役
- triage（2009年、演出：日笠圭）西野義之 役
- 天国の鍵、返します。（2009年、演出：奥田武士）小池 役

## CM等
- 洋服の青山（2005年-）サラリーマン 役

## DVD
- リアルオーディション Boys【映画俳優】（ベンテンエンタテインメント、2009年2月6日発売）